# Hilyotrogus sericeus
Hilyotrogus sericeus är en skalbaggsart som beskrevs av Moser 1915. Hilyotrogus sericeus ingår i släktet Hilyotrogus och familjen Melolonthidae. Inga underarter finns listade i Catalogue of Life.